# Stadio Enzo Ricci
Das Stadio Enzo Ricci ist ein Fußballstadion  in der italienischen Stadt Sassuolo. Es bietet Platz für 4.008 Zuschauer und diente dem Verein US Sassuolo bis 2008 als Heimstätte.

## Geschichte
Das Stadio Enzo Ricci in Sassuolo, einer Stadt mit zirka 40.000 Einwohnern in der Provinz Modena, wurde im Jahre 1972 eröffnet. Mit der Eröffnung begann auch die Nutzung der Spielstätte durch den örtlichen Fußballverein, die US Sassuolo Calcio. Sassuolo spielte lange Jahre in den Niederungen des unterklassigen italienischen Fußballs, vollzog aber in den vergangenen Jahren einen rasanten Aufstieg. Zur Saison 2008/09 gelang dem Verein erstmals in seiner Geschichte der Aufstieg in die zweitklassige Serie B, nachdem man in der Girone A der Serie C1 den ersten Tabellenplatz belegt hatte. In der Zweitklassigkeit konnte sich die US Sassuolo dann auch etablieren und stieg nicht wieder ab. Das Stadio Enzo Ricci mit seinen gut 4.000 Zuschauerplätzen erwies sich jedoch als nicht zweitligatauglich. Mit dem Aufstieg zog die US Sassuolo aus seinem jahrzehntelangen Heimstadion aus und spielte seine Heimspiele fortan im nahegelegenen Modena im Stadio Alberto Braglia, in dem über 20.000 Menschen Platz finden. Nachdem in der Saison 2012/13 zum ersten Mal überhaupt der Sprung in die Serie A, die höchste Spielklasse im italienischen Fußball, glückte, wechselte der Verein erneut das Heimstadion und agiert jetzt im MAPEI Stadium – Città del Tricolore zu Reggio nell’Emilia, das ebenfalls Platz für etwas mehr als 20.000 Gäste bietet.
Für die Zukunft existieren im Umfeld des US Sassuolo auch Pläne, die den Bau eines neuen vereinseigenen Stadions vorsehen. Dabei ist allerdings noch nichts Konkretes bekannt.